# Černošice
Černošice (pronunție în cehă [ˈtʃɛrnoʃɪtsɛ], în germană Cernositz sau Tschernositz) este un oraș și o comună din districtul Praga-Vest din regiunea Boemia Centrală din Cehia. Are o populație de aproximativ 7.700 de locuitori.

## Geografie
Černošice se află la aproximativ 5 kilometri (3 mi) sud-vest de Praga. 
Este situat în cea mai mare parte în Munții Hořovice, doar partea de nord-vest a teritoriului comunei se extinde în Podișul Praga. 
Cel mai înalt punct este dealul Babka aflat la 364 metri (1.194 ft) deasupra nivelului mării. Orașul se găsește pe malul stâng al râului Berounka.

## Istorie
Orașul de astăzi este alcătuit din trei părți istorice: Horní Černošice, Dolní Mokropsy și Vráž. Satul Dolní Mokropsy a fost menționat pentru prima dată în anul 1088 iar Horní Černošice în 1115.
În Horní Černošice a fost construită Biserica Adormirea Maicii Domnului, care a fost menționată pentru prima dată în 1352 când a servit ca o biserică parohială. Câteva ferme se aflau în jurul acestei biserici.
Satele se aflau pe două rute comerciale importante – ruta de la Praga la Bechyně și cea de la Praga la Castelul Karlštejn.
Cu o pauză în perioada 1422 – 1455, Černošice a fost deținut de Mănăstirea Zbraslav⁠(d) din 1292 până la desființarea mănăstirii în 1785.
Černošice a fost grav avariat în perioada Războiului de Treizeci de Ani, în 1639, când a fost ars de armata suedeză care se îndrepta spre Praga. În timpul războiului, a avut loc o mare scădere a populației din cauza pierderilor din război, a epidemiilor și a emigrației.
Din 1785 până în 1825, moșia Zbraslav a fost administrată de un fond religios. În 1825, contele Friedrich Oettingen-Wallerstein a cumpărat moșia. Ultimul proprietar a fost Cyril Bartoň din Dobenín, care a cumpărat moșia în 1910.
În 1862 au fost inaugurate gările din Černošice ca parte a căii ferate nou-construite de la Praga la Plzeň. Noua cale ferată a crescut mult numărul turiștilor și al construcțiilor. De-a lungul râului s-au construit multe vile noi. Černošice a devenit unul dintre cei mai faimoși sateliți rezidențiali și cu cabane de weekend. În acest timp, Černošice a început să-și piardă caracterul agricol. Dezvoltarea orașului a fost oprită în timpul războaielor mondiale.
În 1864, Horní Černošice și Dolní Černošice au fuzionat într-o singură comună. Între 1920–1950, Horní Černošice și Dolní Černošice au fost două comune separate. În 1950, Horní Černošice, Dolní Černošice și Dolní Mokropsy au fost unite și noua localitate s-a numit Černošice. În 1974, Dolní Černošice s-a deconectat și a devenit parte din Praga- Lipence⁠(d).
În 1969, Černošice a fost promovat ca oraș.

## Transporturi
Černošice se află pe linia de cale ferată Praga–Beroun. Aceasta este deservită de două gări: Černošice și Černošice-Mokropsy.

## Obiective turistice

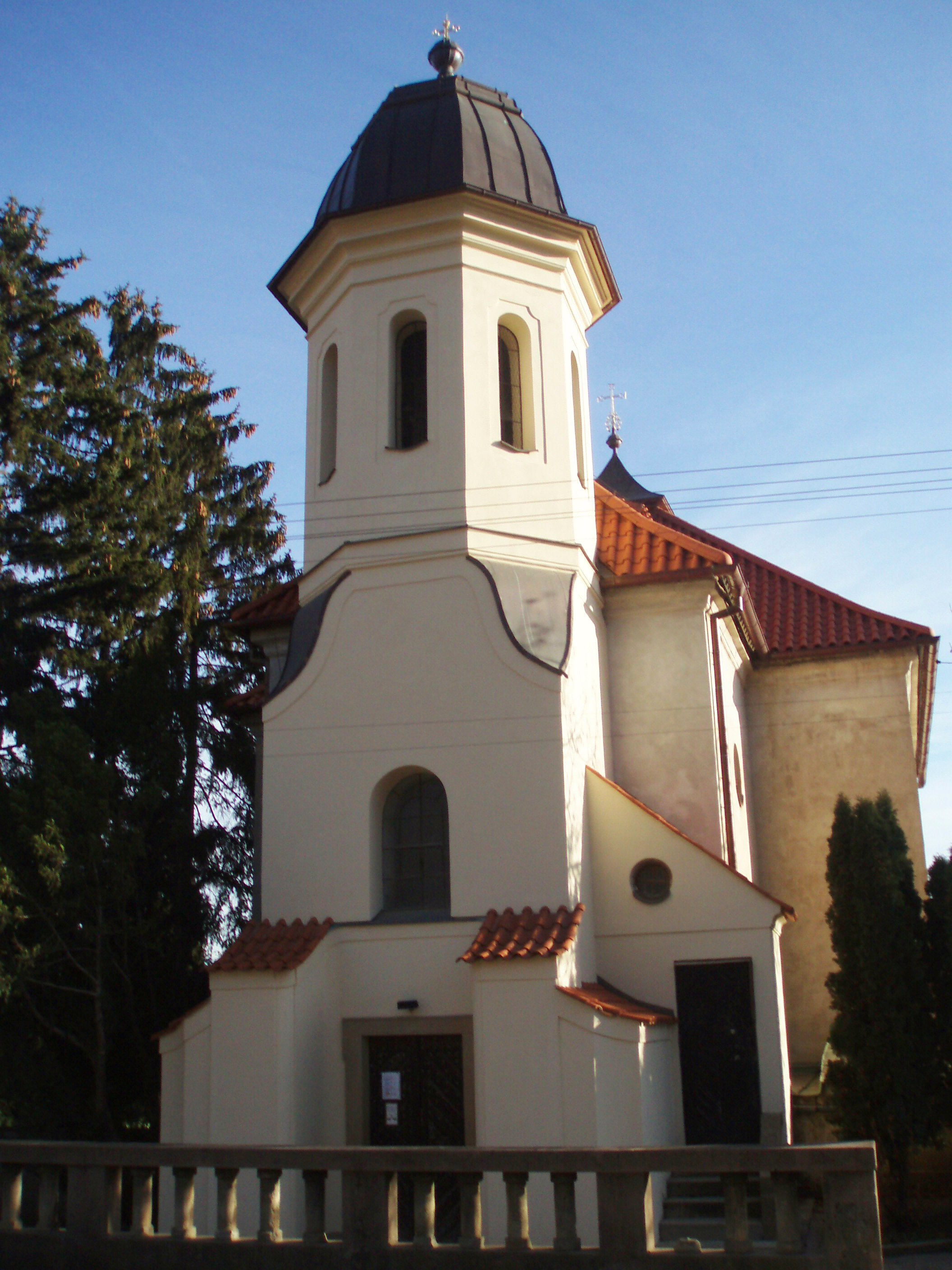
Biserica „Adormirea Maicii Domnului”

Principalul obiectiv turistic din Černošice este Biserica „Adormirea Maicii Domnului”. A fost menționată pentru prima dată în secolul al XIV-lea și este cea mai veche clădire din oraș care s-a păstrat. A fost reconstruită în stil baroc la începutul secolului al XVIII-lea. Are un altar baroc din anul 1713.

## În cultura populară
Cartea în limba engleză The Twelve Little Cakes a scriitoarei cehe Dominka Dery⁠(d) (sau Dominika Furmanová) descrie viața unei familii de dizidenți din Černošice în timpul comunismului.

## Persoane notabile
- Jan Janský⁠(d) (1873–1921), serolog și neurolog; a trăit și a decedat aici
- Břetislav Bartoš⁠(d) (1893–1926), pictor; a decedat aici
- Jaroslav Bouček⁠(d) (1912–1987), fotbalist
- Vladimír Kobranov⁠(d) (1927–2015), jucător de hochei pe gheață
- Dominika Dery⁠(d) (născută în 1975), jurnalistă și scriitoare

## Orașe gemene–orașe înfrățite
Orașul Černošice este înfrățit cu:
- Gerbrunn, Germania
- Leśnica⁠(d), Polonia
- Themar, Germania